# 北原 (朝霞市)
北原（きたはら）は、埼玉県朝霞市の町名。現行行政地名は北原一丁目および二丁目。住居表示実施地区。郵便番号は351-0036。

## 地理
朝霞市の北西部に位置する。北で宮戸、南で浜崎、南西で西原、西で朝志ヶ丘に隣接する。北朝霞駅の北東部に所在し、住宅地及び農地として利用される。

## 歴史

### 沿革
- 1974年（昭和49年）8月14日 - 北朝霞区画整理事業により[4]、大字浜崎、大字田島、大字宮戸の各一部から北原一丁目および二丁目が成立。
- 1997年（平成9年）11月4日 - 第6次住居表示の実施に伴い、全域に住居表示を実施。

## 世帯数と人口
2017年（平成29年）10月1日現在の世帯数と人口は以下の通りである。
| 丁目       | 世帯数    | 人口    |
| ---------- | --------- | ------- |
| 北原一丁目 | 417世帯   | 923人   |
| 北原二丁目 | 598世帯   | 1,344人 |
| 計         | 1,015世帯 | 2,267人 |

## 小・中学校の学区
市立小・中学校に通う場合、学区は以下の通りとなる。
| 丁目       | 番地 | 小学校                 | 中学校                 |
| ---------- | ---- | ---------------------- | ---------------------- |
| 北原一丁目 | 全域 | 朝霞市立朝霞第七小学校 | 朝霞市立朝霞第二中学校 |
| 北原二丁目 | 全域 | 朝霞市立朝霞第七小学校 | 朝霞市立朝霞第二中学校 |

## 交通

### 道路
- 埼玉県道112号和光志木線（中央通り）
- 宮戸橋通り

### 鉄道
浜崎との境界付近にJR武蔵野線が通るが町域内に鉄道駅はない。東武東上線朝霞台駅・JR武蔵野線北朝霞駅が利用可能な範囲にある。

## 施設
- 朝霞市立朝霞第七小学校
- 北朝霞公園